# Бурдин, Владимир Павлович
Владимир Павлович Бурдин (1922—2004) — советский разведчик и деятель спецслужб, генерал-майор госбезопасности, резидент КГБ СССР в Оттаве (1949—1955), руководитель представительства КГБ СССР при МВД ЧССР (1982—1989).

## Биография
Родился 6 ноября 1922 года.
В РККА с 1941 года, участник Великой Отечественной войны, был помощником командира взвода Ленинградского военно-инженерного училища им. А. А. Жданова, принимал участие в обороне Ленинграда.
С 1943 года, после окончания Курсов оперативного состава Центральной школы НКВД СССР, служил в 1-м управлении внешней разведки ГУГБ НКВД СССР. С 1944 года направлен в Вашингтон сотрудником резидентуры НКГБ СССР. В 1945 году принимал участие в подготовке к Ялтинской конференции.
С 1946 года работал в центральном аппарате первого управления МГБ СССР. С 1949 по 1955 годы резидент и руководитель резидентуры КИ при СМ СССР—МГБ СССР—МВД СССР—КГБ СССР в Оттаве (под прикрытием должности второго и первого секретаря посольства СССР в Канаде). С 1955 года начальник отдела Управления нелегальной разведки ПГУ КГБ СССР, по роду своей деятельности в 1959 году входил в состав советских делегаций во время визитов в США — А. И. Микояна, Ф. Р. Козлова и Н. С. Хрущёва. В 1962 году координировал операцию по обмену лётчика Ф. Г. Пауэрса на арестованного в США разведчика-нелегала Рудольфа Абеля.
С 1963 года — заместитель уполномоченного КГБ СССР по связям с МГБ ГДР. С 1967 года — начальник 11-го отдела (связи с органами безопасности соцстран) КГБ СССР. С 1982 по 1989 год — руководитель представительства КГБ СССР при МВД ЧССР.
С 1990 года — на пенсии. Умер 24 декабря 2004 года в Москве. Похоронен на Троекуровском кладбище города Москвы, участок 5.

## Награды

### Ордена
- Два Ордена Красного Знамени
- Орден Трудового Красного Знамени
- Орден Отечественной войны 1-й степени
- Два Ордена Красной Звезды

### Знаки отличия
- Почётный сотрудник госбезопасности